# Chinesische Mannschaftsmeisterschaft im Schach 2016
Die Chinesische Mannschaftsmeisterschaft im Schach 2016 war die zwölfte Austragung dieses Wettbewerbes. Meister wurde die Mannschaft von Shanghai Jianqiao University, während sich der Titelverteidiger Beijing Beiao mit dem zweiten Platz begnügen musste. Aus der Division B aufgestiegen war Shenzhen Longgang team. Diese wäre rein sportlich zusammen mit Guangdong Shenzhen Huayang direkt abgestiegen, wurde aber 2017 erneut in der Liga zugelassen.
Zu den gemeldeten Mannschaftskadern siehe Mannschaftskader der Chinesischen Mannschaftsmeisterschaft im Schach 2016.

## Modus
Die zwölf Mannschaften bestritten ein doppeltes Rundenturnier. Über die Platzierungen entschied zunächst die Anzahl der Mannschaftspunkte (zwei Punkte für einen Sieg, ein Punkt für ein Unentschieden, kein Punkt für eine Niederlage), anschließend die Anzahl der Brettpunkte (ein Punkt für einen Sieg, ein halber Punkt für ein Remis, kein Punkt für eine Niederlage).

## Termine und Spielorte
Die Wettkämpfe fanden statt vom 12. bis 15. April, 23. bis 25. Juni, 23. bis 26. Juli, 23. bis 26. September, 30. Oktober bis 1. November und 2. bis 5. Dezember. Die ersten vier und die letzten vier Runden wurden in Shenzhen gespielt, die Runden 5 bis 7 in Tianjin, die Runden 8 bis 11 in Jiaxing, die Runden 12 bis 15 in Yangzhou und die Runden 16 bis 18 in Shaoxing.

## Saisonverlauf
Sowohl im Titelkampf als auch im Abstiegskampf fiel die Entscheidung bereits in der vorletzten Runde.

## Abschlusstabelle
| Pl. | Verein                       | Sp | G  | U | V  | MP    | Brett-P.  |
| --- | ---------------------------- | -- | -- | - | -- | ----- | --------- |
| 01. | Shanghai Jianqiao University | 22 | 17 | 2 | 3  | 36:8  | 70,0:40,0 |
| 02. | Beijing Beiao (M)            | 22 | 14 | 3 | 5  | 31:13 | 65,0:45,0 |
| 03. | Shandong Jingzhi wine        | 22 | 12 | 6 | 4  | 30:14 | 63,0:47,0 |
| 04. | Tianjin Chunhua campus       | 22 | 12 | 3 | 7  | 27:17 | 64,0:46,0 |
| 05. | Hangzhou                     | 22 | 10 | 5 | 7  | 25:19 | 59,5:50,5 |
| 06. | Zhejiang White Snow chess    | 22 | 7  | 7 | 8  | 21:23 | 57,5:52,5 |
| 07. | Chongqing lottery            | 22 | 8  | 5 | 9  | 21:23 | 54,5:55,5 |
| 08. | Chengdu chess academy        | 22 | 9  | 3 | 10 | 21:23 | 50,5:59,5 |
| 09. | Qingdao School               | 22 | 7  | 5 | 10 | 19:25 | 53,0:57,0 |
| 10. | Jiangsu Green Sheep Springs  | 22 | 8  | 2 | 12 | 18:26 | 54,5:55,5 |
| 11. | Guangdong Shenzhen Huayang   | 22 | 5  | 5 | 12 | 15:29 | 45,0:75,0 |
| 12. | Shenzhen Longgang team (N)   | 22 | 0  | 0 | 22 | 0:44  | 23,5:86,5 |

## Entscheidungen
|     | Chinesischer Mannschaftsmeister: Shanghai Jianqiao University |
|     | Absteiger in die Division B: Guangdong Shenzhen Huayang       |
| (M) | Meister der letzten Saison                                    |
| (N) | Aufsteiger der letzten Saison                                 |

## Kreuztabelle
| Ergebnisse | Ergebnisse                   | 01. | 01. | 02. | 02. | 03. | 03. | 04. | 04. | 05. | 05. | 06. | 06. | 07. | 07. | 08. | 08. | 09. | 09. | 10. | 10. | 11. | 11. | 12. | 12. |
| ---------- | ---------------------------- | --- | --- | --- | --- | --- | --- | --- | --- | --- | --- | --- | --- | --- | --- | --- | --- | --- | --- | --- | --- | --- | --- | --- | --- |
| 01.        | Shanghai Jianqiao University |     |     | 2   | 4   | 3   | 3½  | 3½  | 3   | 2   | 2½  | 3½  | 3   | 3   | 3½  | 3½  | 4   | 2½  | 3   | 3   | 3   | 4½  | 2   | 4½  | 3½  |
| 02.        | Beijing Beiao                | 3   | 1   |     |     | 1½  | 3½  | 1½  | 3½  | 4½  | ½   | 2½  | 2½  | 3   | 3   | 2   | 4   | 3½  | 3   | 3½  | 3½  | 4   | 2½  | 4   | 5   |
| 03.        | Sjhandong Jingzhi wine       | 2   | 1½  | 3½  | 1½  |     |     | 4   | 2½  | 3   | 3   | 3   | 3½  | 2½  | 2½  | 1½  | 2½  | 3   | 2½  | 3½  | 3½  | 3   | 2½  | 4½  | 4   |
| 04.        | Tianjin Chunhua campus       | 1½  | 2   | 3½  | 1½  | 1   | 2½  |     |     | 1½  | 4   | 2½  | 4   | 3½  | 2½  | 4   | 2   | 4½  | 3   | 3   | 2   | 4   | 3½  | 4½  | 3½  |
| 05.        | Hangzhou                     | 3   | 2½  | ½   | 4½  | 2   | 2   | 3½  | 1   |     |     | 2   | 2½  | 1½  | 3½  | 3   | 2½  | 3½  | 2½  | 2   | 3   | 4   | 2½  | 4   | 4   |
| 06.        | Zhejiang White Snow chess    | 1½  | 2   | 2½  | 2½  | 2   | 1½  | 2½  | 1   | 3   | 2½  |     |     | 2½  | 2   | 4   | 3½  | 2   | 2½  | 2½  | 2   | 4½  | 3   | 4   | 4   |
| 07.        | Chongqing lottery            | 2   | 1½  | 2   | 2   | 2½  | 2½  | 1½  | 2½  | 3½  | 1½  | 2½  | 3   |     |     | 4   | 2   | 3   | 2   | 3   | 3   | 2½  | 2   | 3   | 3   |
| 08.        | Chengdu chess academy        | 1½  | 1   | 3   | 1   | 3½  | 2½  | 1   | 3   | 2   | 2½  | 1   | 1½  | 1   | 3   |     |     | 1½  | 3   | 3½  | 2½  | 1½  | 3   | 4½  | 3½  |
| 09.        | Qingdao School               | 2½  | 2   | 1½  | 2   | 2   | 2½  | ½   | 2   | 1½  | 2½  | 3   | 2½  | 2   | 3   | 3½  | 2   |     |     | 2   | 3   | 3   | 2½  | 4   | 3½  |
| 10.        | Jiangsu Green Sheep Springs  | 2   | 2   | 1½  | 1½  | 1½  | 1½  | 2   | 3   | 3   | 2   | 2½  | 3   | 2   | 2   | 1½  | 2½  | 3   | 2   |     |     | 3   | 4½  | 4½  | 4   |
| 11.        | Guangdong Shenzhen Huayang   | ½   | 3   | 1   | 2½  | 2   | 2½  | 1   | 1½  | 1   | 2½  | ½   | 2   | 2½  | 3   | 3½  | 2   | 2   | 2½  | 2   | ½   |     |     | 3   | 4   |
| 12.        | Shenzhen Longgang team       | ½   | 1½  | 1   | 0   | ½   | 1   | ½   | 1½  | 1   | 1   | 1   | 1   | 2   | 2   | ½   | 1½  | 1   | 1½  | ½   | 1   | 2   | 1   |     |     |

Anmerkung: An erster Stelle steht jeweils das Ergebnis des Hinspiels, an zweiter Stelle das des Rückspiels.

## Die Meistermannschaft
| 1.            | Shanghai Jianqiao University                                                                                          |
| Schachfiguren | Ni Hua, Zhou Jianchao, Lou Yiping, Xu Yi, Ju Wenjun, Zhang Xiaowen, P. Harikrishna, Dmitri Andreikin, Anna Zatonskih. |